# 히메지번

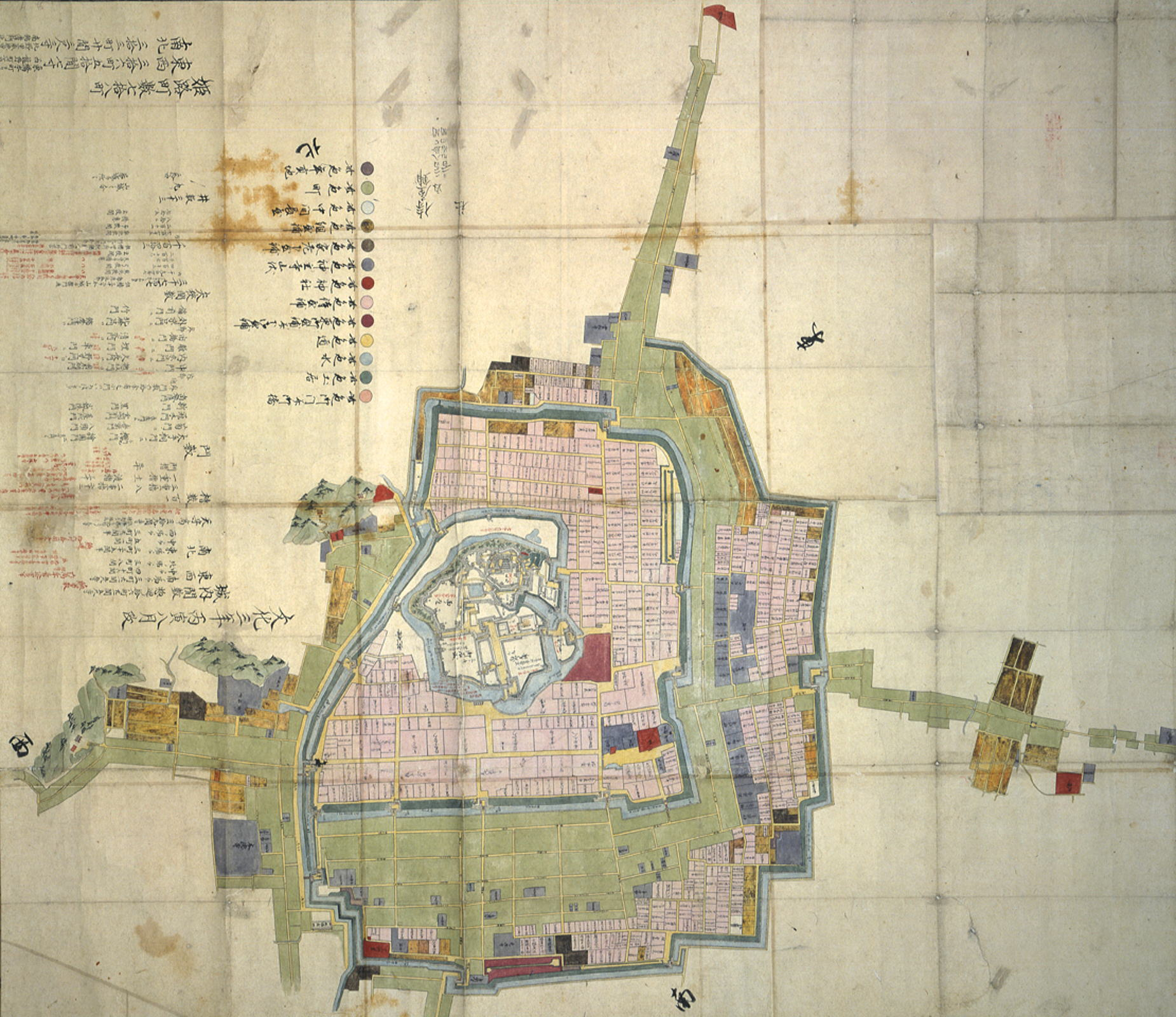
히메지성 성하와 카이도오조이 마을 거리 구분을 그린 「히메지성하그림」. 분카 3년 (1806년).

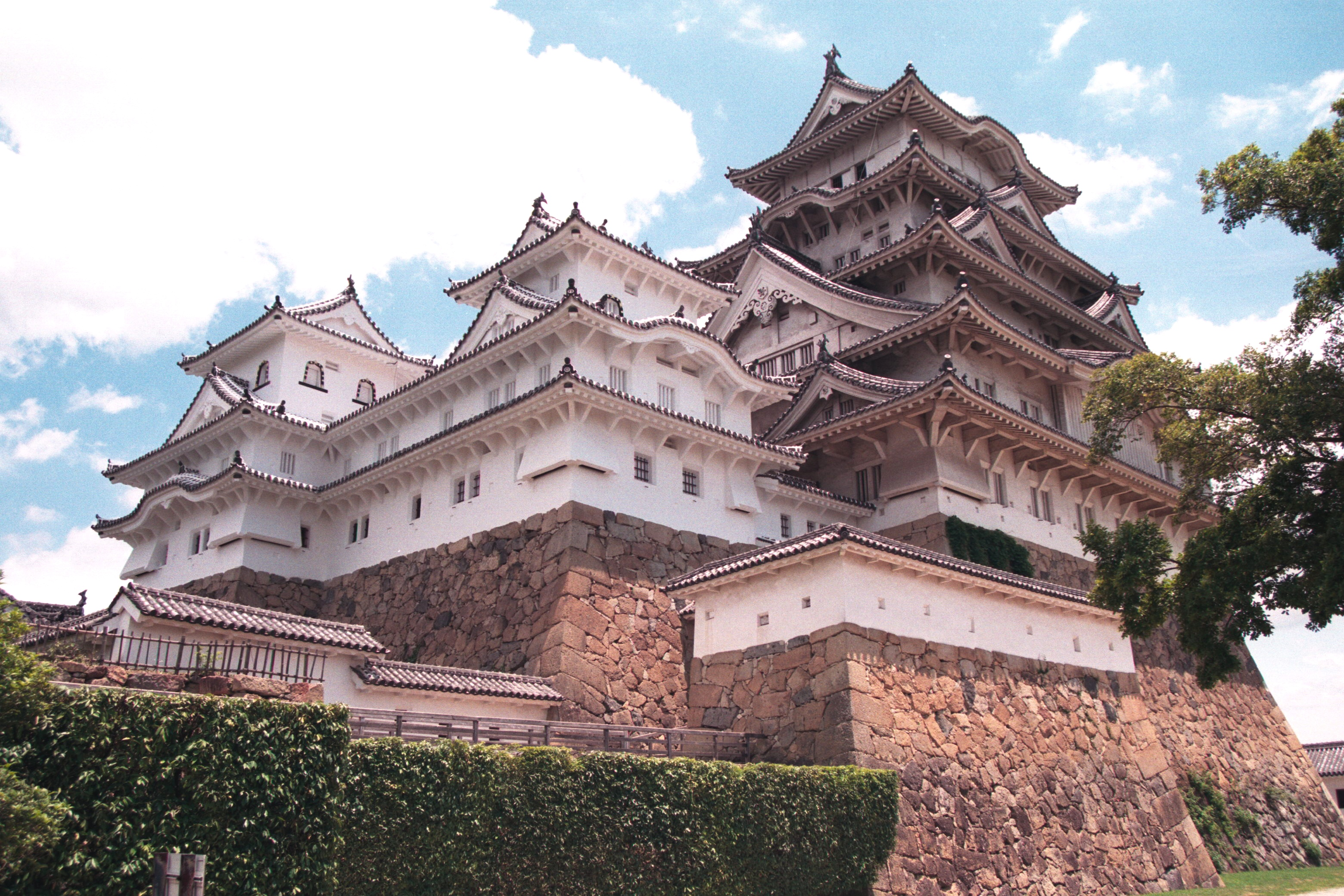
히메지번 역대 번주가 살던 히메지성

히메지 번(일본어: 姫路藩 히메지한[*])은 일본 에도 시대 지금의 효고현 서남부에 해당하는 하리마국 시키토군(飾東郡)을 지배했던 번이다. 번청은 히메지성(지금의 효고현 히메지시). 번주는 당초 도자마 다이묘인 이케다 가문(池田氏)으로, 후에 수많은 후다이 다이묘 가문이 이곳으로의 전봉을 거듭한 끝에 1749년 이후부터 폐번치현 때까지는 후다이 다이묘의 명문인 사카이 우타노카미 가문(酒井雅楽頭家)이 번주로 있었다. 고쿠다카는 당초 52만 석으로, 후에 15만 석이 되었다.

## 번의 역사

### 전사(前史)

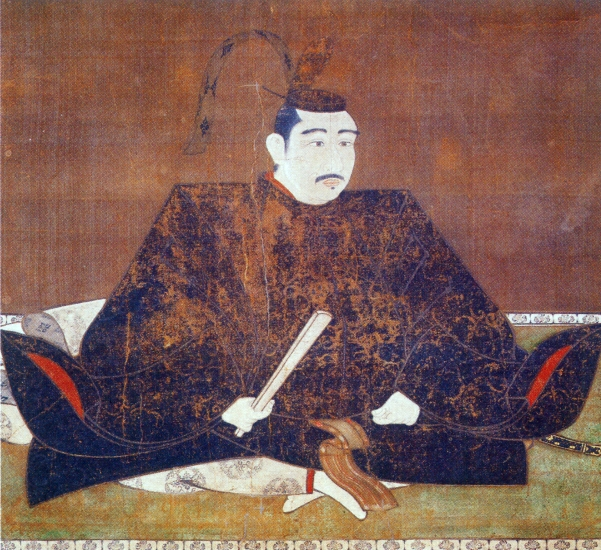
히메지번 초대 번주 이케다 테루마사

현재의 히메지시는 원래 하리마 슈고다이묘 아카마츠씨의 지역이었지만, 센고쿠 시대에는 아카마츠씨 종가가 쇠퇴해, 아카마츠씨 지류의 코데라씨의 세력하에 들어가, 히메지성은 코데라씨의 중신 쿠로다씨가 거성으로 사용하였다. 오다 노부나가의 세력이 츄고쿠로로 뻗어, 그 중신 하시바 히데요시가 하리마에 진출하자, 쿠로다 요시타카 (칸베에)는 히데요시에게 거성 히메지성을 양도하고, 오다가의 츄고쿠 제패의 근거지가 되었다. 히데요시가 노부나가의 후계자가 되어 오사카성으로 옮긴 후에도, 쿠로다가에게 반환되지 않고, 히데요시의 정실 키타노만도코로(네네)의 친오빠 키노시타 이에사다가 2만 5천석의 영지를 언도받아 히메지성주가 되었다.

### 이케다가 시기
1600년, 도쿠가와 이에야스에 의해 키노시타 가문은 빗츄 아시모리로 옮겨졌고, 세키가하라 전투의 전공으로 미카와 요시다의 15만석 영주였던 이케다 테루마사가 하리마 일국 52만석을 주어, 히메지에 입봉하면서 히메지번이 설립되었다. 테루마사가 원래 고쿠다카보다 3.5배 이상의 큰 고쿠다카를 받은 것은, 후처가 이에야스의 사랑하는 딸 토쿠히메 (호죠 우시나오의 미망인)이었기 때문에, 테루마사의 적남 토시카타는 전처와의 사이의 아들이었기 때문에, 또한 토쿠히메가 낳은 차남 타다츠구에게는 비젠 오카야마 28만석, 3남 타다오에게는 아와지 일국 6만석이 주어졌다. 게다가 테루마사의 동생 나가요시는 형과는 별개로 인바 돗토리 6만석의 영주였기 때문에, 이케다가는 도쿠가와가의 준일문으로서 키나이 근국의 서연의 일가로 합계 100만석에 가까운 영지를 갖기에 이르렀다. 웅번 이케다가의 거성으로서 적합하도록, 하리마 52만석의 오모테다카의 20% 발매 검지를 실시하는 등의 강렬하면서 혹독한 정치를 궁구, 일국의 총력을 기울여 축성된 것이 국보 히메지성이다. 본성 히메지성 외에 미키성 (이기 타다츠구), 아카시성(후나게성) (이케다 토시마사), 타카사고성 (나카무라 마사카츠), 타츠노성 (케이로잔성) (아라오 나리후사), 히라후쿠성(리칸성) (이케다 요시유키), 아코성(카리야성) (이케다 나가마사)을 지성으로 배치하였다.
1613년, 테루마사가 죽자 히메지번을 이은 적남 토시타카는 차남 타다츠구의 요절 후, 오카야마번을 잇고 있던 3남 타다오에게 하리마국 내 서부의 13만 석을 물려주고 39만석이 되었다. 게다가 1617년, 토시타카가 젊은 나이에 죽자 적남 미츠마사가 어렸기 때문에, 어린 군주에게 요충지인 히메지를 맡길 수 없다는 이유로 돗토리번 32만석으로 전봉되었다.

### 혼다가 시기
그 후, 히메지에는 도쿠가와 사천왕 중 한명인 혼다 타다카츠의 아들 타다마사가 15만석으로 입봉하였다. 게다가, 타다마사의 조카 마사카츠가 5만석으로 타츠노번에 들어갔고, 타다마사의 적남이자 쇼군 도쿠가와 히데타다의 딸 센히메 (도요토미 히데요리의 미망인)와 결혼한 타다토키가 아버지와는 별개로 하리마국 내 10만석의 영지를 받아, 요충지인 하리마는 후다이 명문 혼다가의 총계 30만석으로 굳어졌다. 한편, 그 밖의 구 이케다가의 하리마 소령은 마츠다이라 노부야스의 딸인 호코인과 묘코인이 시집간 아카시번 오가사와라가 10만석 및 도쿠가와 이에야스의 딸인 료쇼인의 화장료 유령을 분배한 아코번 3.5만석, 히라후쿠번 2.5만석, 야마사키번 3.8만석과 이케다가 일족의 이카루가번 1만석, 하야시다번 1만석의 중소번으로 분할되었다.
그 후, 혼다 타다토키는 아버지보다 먼저 병으로 사망하였으므로, 타다토키의 동생으로 하리마국 타츠노번주였던 마사토모가 히메지 15만석을 이었고, 나머지 10만석은 타다마사의 3남 타다요시가 4만석, 타다마사의 외손자 오가사와라 나가츠구가 6만석을 이었다.
1639년, 마사토모의 뒤를 이은 마사카츠는 야마토 코오리야마 15만석으로 전봉되었다.

## 역대 번주
이케다 가문
1. 이케다 데루마사(池田輝政) 재위 1600년 ~ 1613년
2. 이케다 도시타카(池田利隆) 재위 1613년 ~ 1616년
3. 이케다 미쓰마사(池田光政) 재위 1616년 ~ 1617년

혼다 헤이하치로 가문
1. 혼다 다다마사(本多忠政) 재위 1617년 ~ 1631년
2. 혼다 마사토모(本多政朝) 재위 1631년 ~ 1638년
3. 혼다 마사카쓰(本多政勝) 재위 1638년 ~ 1639년

오쿠다이라 마쓰다이라 가문
1. 마쓰다이라 다다아키라(松平忠明) 재위 1639년 ~ 1644년
2. 마쓰다이라 다다히로(松平忠弘) 재위 1644년 ~ 1648년

에치젠 마쓰다이라 가문
1. 마쓰다이라 나오모토(松平直基) 재위 1648년
2. 마쓰다이라 나오노리(松平直矩) 재위 1648년 ~ 1649년

사카키바라 가문
1. 사카키바라 다다쓰구(榊原忠次) 재위 1649년 ~ 1665년
2. 사카키바라 마사후사(榊原政房) 재위 1665년 ~ 1667년
3. 사카키바라 마사미치(榊原政倫) 재위 1667년

에치젠 마쓰다이라 가문(재봉)
- 마쓰다이라 나오노리(재임) 재위 1667년 ~ 1682년

혼다 헤이하치로 가문(재봉)
1. 혼다 다다쿠니(本多忠国) 재위 1682년 ~ 1704년
2. 혼다 다다타카(本多忠孝) 재위 1704년

사카키바라 가문(재봉)
1. 사카키바라 마사쿠니(榊原政邦) 재위 1704년 ~ 1726년
2. 사카키바라 마사스케(榊原政祐) 재위 1726년 ~ 1732년
3. 사카키바라 마사미네(榊原政岑) 재위 1732년 ~ 1741년
4. 사카키바라 마사즈미(榊原政純) 재위 1741년

에치젠 마쓰다이라 가문(재봉)
1. 마쓰다이라 아키노리(松平明矩) 재위 1741년 ~ 1748년
2. 마쓰다이라 도모노리(松平朝矩) 재위 1748년 ~ 1749년

사카이 우타노스케 가문
1. 사카이 다다즈미(酒井忠恭) 재위 1749년 ~ 1772년
2. 사카이 다다자네(酒井忠以) 재위 1772년 ~ 1790년
3. 사카이 다다미치(酒井忠道) 재위 1790년 ~ 1814년
4. 사카이 다다미쓰(酒井忠実) 재위 1814년 ~ 1835년
5. 사카이 다다노리(酒井忠学) 재위 1835년 ~ 1844년
6. 사카이 다다토미(酒井忠宝) 재위 1844년 ~ 1854년
7. 사카이 다다테루(酒井忠顕) 재위 1853년 ~ 1860년
8. 사카이 다다시게(酒井忠績) 재위 1860년 ~ 1867년
9. 사카이 다다토시(酒井忠惇) 재위 1867년 ~ 1868년
10. 사카이 다다쿠니(酒井忠邦) 재위 1868년 ~ 1871년

## 가신

### 사카이가
- 카와이가
  - 카와이가는 카와이 무네아리가 도쿠가와 이에야스를 섬기고, 에이로쿠 4년 (1561년)에 사카이 마사치카에게 요리키로서 소속된 이후로 대대로 사카이가의 가로를 맡았다.
  - 카와이 무네아리 - 진시로 - 무네노리 - 카와이 무네츠구 - 무네가 - 무네히데 - 카메치요=무네히로 (무네히데의 동생) = 아리치카 (무네히로의 동생) - 사다츠네 - 무네미 - 카와이 히로오미 = 사토카타 (헤이잔, 마츠시타 타카와의 차남) = 요시오미 (히로오미의 장남)

## 막부 말기의 영지
- 하리마국
  - 카코군 중 - 95개 마을
  - 인나미군 중 - 111개 마을
  - 카토군 중 - 22개 마을
  - 카사이군 중 - 9개 마을
  - 진토군 중 - 64개 마을
  - 진사이군 중 - 39개 마을
  - 시키토군 중 - 70개 마을
  - 시키사이군 중 - 69개 마을
  - 잇토군 중 - 1개 마을 (이에시마 제도)
  - 잇사이군 중 - 1개 마을 (무로츠)

## 같이 보기
- 히메지신덴번
- 아키모토 야스타미
- 카와이 무네모토
- 타케이 모리마사
- 마츠오카 세이라
- 코우코도(好古堂)
- 하야토리마루
- 히메지번 어선수조
- 후나야카타
- 무가이류

- 폐번치현